# Serie B 2010-2011 (rugby a 15)
La serie B di rugby a 15 2010-11 ha visto la partecipazione di 48 squadre divise in quattro gironi.
Le squadre si sono affrontate durante la stagione regolare in gironi all'italiana da 12 squadre ciascuno con partite di andata e ritorno. Al termine di essi le prime due classificate per ciascun raggruppamento hanno disputato i play-off con incontri di andata e ritorno, da cui sono uscite le quattro formazioni promosse nella serie A2, mentre le ultime due classificate sono retrocesse in serie C.

## Squadre partecipanti

### Girone A
- Alessandria
- Amatori Capoterra
- Biella[1]
- CUS Genova
- CUS Torino
- Lecco
- Lumezzane
- Rugby Milano
- Ospitaletto
- Rovato
- Sondrio
- Varese

### Girone B
- Capitolina
- Colorno
- CUS Perugia
- CUS Roma
- Imola
- Lions Amaranto
- Pesaro
- Prato Sesto
- Romagna[2]
- Tirreno
- Vasari Arezzo
- Viterbo

### Girone C
- Bassano
- Belluno
- Bolognese
- Casale
- CUS Padova
- Mantova
- Mirano[3]
- Montebelluna
- Paese
- Tarvisium
- Villadose[4]
- Villorba

### Girone D
- Avezzano
- Benevento
- Colleferro
- Frascati
- Gran Sasso
- Neroniana Anzio
- Palermo
- Partenope
- Primavera
- Rieti
- Segni
- Trepuzzi

## Stagione regolare

### Girone A
| 3-10-2010 | 1ª/12ª giornata             | 16-1-2011 |
| --------- | --------------------------- | --------- |
| 22-25     | Lumezzane - Rugby Milano    | 0-3       |
| 29-15     | CUS Genova - Biella         | 12-21     |
| 6-27      | CUS Torino - Sondrio        | 18-15     |
| 12-24     | Alessandria - Am. Capoterra | 0-44      |
| 25-12     | Varese - Ospitaletto        | 12-16     |
| 13-17     | Rovato - Lecco              | 38-24     |

| 24-10-2010 | 4ª/15ª giornata              | 20-2-2011 |
| ---------- | ---------------------------- | --------- |
| 16-17      | Lecco - Lumezzane            | 36-15     |
| 27-15      | Am. Capoterra - Rugby Milano | 13-15     |
| 15-15      | Rovato - CUS Genova          | 19-24     |
| 5-18       | Ospitaletto - CUS Torino     | 0-17      |
| 32-3       | Biella - Varese              | 28-32     |
| 47-15      | Sondrio - Alessandria        | 11-5      |

| 28-11-2010 | 7ª/18ª giornata         | 3-4-2011 |
| ---------- | ----------------------- | -------- |
| 26-21      | Lumezzane - CUS Genova  | 22-38    |
| 22-12      | Rugby Milano - Biella   | 16-13    |
| 5-29       | Varese - CUS Torino     | 8-48     |
| 24-0       | Alessandria - Rovato    | 0-80     |
| 15-19      | Lecco - Ospitaletto     | 79-0     |
| 18-11      | Am. Capoterra - Sondrio | 22-26    |

| 19-12-2010 | 10ª/21ª giornata           | 1-5-2011 |
| ---------- | -------------------------- | -------- |
| 11-35      | Varese - Lumezzane         | 13-40    |
| 6-32       | Alessandria - Rugby Milano | 10-42    |
| 13-35      | CUS Genova - Am. Capoterra | 0-45     |
| 38-5       | CUS Torino - Lecco         | 27-27    |
| 26-29      | Rovato - Biella            | 23-26    |
| 7-31       | Ospitaletto - Sondrio      | 10-72    |

| 10-10-2010 | 2ª/13ª giornata           | 23-1-2011 |
| ---------- | ------------------------- | --------- |
| 46-12      | Sondrio - Lumezzane       | 20-15     |
| 30-14      | Rugby Milano - CUS Genova | 7-10      |
| 31-16      | Biella - CUS Torino       | 3-21      |
| 65-0       | Lecco - Alessandria       | 24-42     |
| 18-0       | Am. Capoterra - Varese    | 52-21     |
| 12-15      | Ospitaletto - Rovato      | 3-14      |

| 31-10-2010 | 5ª/16ª giornata           | 6-3-2011 |
| ---------- | ------------------------- | -------- |
| 10-14      | Lumezzane - Biella        | 22-49    |
| 19-14      | Rugby Milano - Sondrio    | 6-6      |
| 9-19       | CUS Genova - CUS Torino   | 7-29     |
| 25-0       | Alessandria - Ospitaletto | 27-15    |
| 17-8       | Varese - Rovato           | 23-40    |
| 23-18      | Lecco - Am. Capoterra     | 13-25    |

| 5-12-2010 | 8ª/19ª giornata            | 10-4-2011 |
| --------- | -------------------------- | --------- |
| 31-26     | Lumezzane - Ospitaletto    | 29-14     |
| 21-41     | Varese - Rugby Milano      | 31-46     |
| 26-24     | CUS Genova - Alessandria   | 30-14     |
| 13-17     | CUS Torino - Am. Capoterra | 17-15     |
| 22-6      | Biella - Lecco             | 22-20     |
| 13-20     | Rovato - Sondrio           | 20-17     |

| 9-1-2011 | 11ª/22ª giornata          | 8-5-2011 |
| -------- | ------------------------- | -------- |
| 12-19    | Lumezzane - Alessandria   | 19-13    |
| 20-18    | Rugby Milano - CUS Torino | 15-15    |
| 13-0     | Sondrio - CUS Genova      | 24-5     |
| 17-18    | Biella - Ospitaletto      | 10-13    |
| 19-3     | Lecco - Varese            | 32-13    |
| 35-19    | Am. Capoterra - Rovato    | 13-18    |

| 17-10-2010 | 3ª/14ª giornata           | 30-1-2011 |
| ---------- | ------------------------- | --------- |
| 9-21       | Lumezzane - Am. Capoterra | 5-34      |
| 28-15      | Rugby Milano - Lecco      | 24-18     |
| 28-11      | CUS Genova - Ospitaletto  | 14-3      |
| 19-12      | CUS Torino - Rovato       | 21-18     |
| 21-16      | Alessandria - Biella      | 3-7       |
| 8-15       | Varese - Sondrio          | 13-22     |

| 7-11-2010 | 6ª/17ª giornata            | 27-3-2011 |
| --------- | -------------------------- | --------- |
| 19-14     | Rovato - Lumezzane         | 9-16      |
| 6-22      | Ospitaletto - Rugby Milano | 0-57      |
| 20-16     | CUS Genova - Varese        | 16-16     |
| 22-17     | CUS Torino - Alessandria   | 7-6       |
| 6-11      | Biella - Am. Capoterra     | 34-13     |
| 22-11     | Sondrio - Lecco            | 24-22     |

| 12-12-2010 | 9ª/20ª giornata             | 17-4-2011 |
| ---------- | --------------------------- | --------- |
| 9-22       | Lumezzane - CUS Torino      | 22-31     |
| 37-27      | Rugby Milano - Rovato       | 24-22     |
| 10-12      | Lecco - CUS Genova          | 28-14     |
| 18-7       | Sondrio - Biella            | 14-32     |
| 11-10      | Alessandria - Varese        | 6-40      |
| 65-10      | Am. Capoterra - Ospitaletto | 48-15     |

#### Classifica
|  |     | Squadra           | G  | V  | N | P  | PF  | PS  | P±   | B  | Pen | Pt |
|  | --- | ----------------- | -- | -- | - | -- | --- | --- | ---- | -- | --- | -- |
|  | 1.  | Rugby Milano      | 22 | 18 | 2 | 2  | 546 | 320 | 226  | 9  | 0   | 85 |
|  | 2.  | Amatori Capoterra | 22 | 16 | 0 | 6  | 613 | 295 | 318  | 16 | 0   | 80 |
|  | 3.  | Sondrio           | 22 | 16 | 1 | 5  | 515 | 284 | 231  | 12 | 0   | 78 |
|  | 4.  | CUS Torino        | 22 | 16 | 2 | 4  | 471 | 293 | 178  | 8  | 0   | 76 |
|  | 5.  | Biella            | 22 | 12 | 0 | 10 | 446 | 369 | 77   | 13 | 4   | 57 |
|  | 6.  | CUS Genova        | 22 | 10 | 2 | 10 | 357 | 442 | −85  | 8  | 0   | 52 |
|  | 7.  | Rovato            | 22 | 8  | 1 | 13 | 468 | 430 | 38   | 13 | 0   | 47 |
|  | 8.  | Lecco             | 22 | 8  | 1 | 13 | 525 | 436 | 89   | 12 | 0   | 46 |
|  | 9.  | Lumezzane         | 22 | 8  | 0 | 14 | 402 | 500 | −98  | 10 | 0   | 42 |
|  | 10. | Alessandria       | 22 | 7  | 0 | 15 | 300 | 573 | −273 | 10 | 0   | 38 |
|  | 11. | Varese            | 22 | 4  | 1 | 17 | 341 | 586 | −245 | 9  | 0   | 27 |
|  | 12. | Ospitaletto       | 22 | 4  | 0 | 18 | 215 | 671 | −456 | 2  | 0   | 18 |

### Girone B
| 3-10-2010 | 1ª/12ª giornata              | 16-1-2011 |
| --------- | ---------------------------- | --------- |
| 22-17     | Viterbo - Pesaro             | 7-41      |
| 11-16     | Arezzo - Colorno             | 7-14      |
| 23-6      | CUS Roma - Rugby Tirreno     | 13-8      |
| 13-19     | Imola - Prato Sesto          | 24-22     |
| 6-11      | Lions Amaranto - CUS Perugia | 3-15      |
| 49-8      | Romagna - Capitolina         | 39-27     |

| 24-10-2010 | 4ª/15ª giornata          | 20-2-2011 |
| ---------- | ------------------------ | --------- |
| 31-3       | Capitolina - Viterbo     | 29-5      |
| 43-13      | Prato Sesto - Pesaro     | 21-24     |
| 43-15      | Romagna - Arezzo         | 36-11     |
| 19-17      | CUS Perugia - CUS Roma   | 5-11      |
| 17-0       | Colorno - Lions Amaranto | 15-9      |
| 27-19      | Rugby Tirreno - Imola    | 6-10      |

| 28-11-2010 | 7ª/18ª giornata             | 3-4-2011 |
| ---------- | --------------------------- | -------- |
| 6-3        | Viterbo - Arezzo            | 12-11    |
| 11-18      | Pesaro - Colorno            | 0-37     |
| 8-6        | Lions Amaranto - CUS Roma   | 8-15     |
| 5-59       | Imola - Romagna             | 7-81     |
| 25-0       | Capitolina - CUS Perugia    | 29-5     |
| 32-9       | Prato Sesto - Rugby Tirreno | 26-13    |

| 19-12-2010 | 10ª/21ª giornata            | 1-5-2011 |
| ---------- | --------------------------- | -------- |
| 16-3       | Lions Amaranto - Viterbo    | 14-13    |
| 10-16      | Imola - Pesaro              | 30-27    |
| 24-20      | Arezzo - Prato Sesto        | 13-29    |
| 5-21       | CUS Roma - Capitolina       | 17-20    |
| 41-0       | Romagna - Colorno           | 31-12    |
| 34-15      | CUS Perugia - Rugby Tirreno | 5-50     |

| 10-10-2010 | 2ª/13ª giornata              | 23-1-2011          |
| ---------- | ---------------------------- | ------------------ |
| 43-27      | Rugby Tirreno - Viterbo      | 16-9 (20-0 a tav.) |
| 13-30      | Pesaro - Arezzo              | 19-20              |
| 3-16       | Colorno - CUS Roma           | 0-17               |
| 34-7       | Capitolina - Imola           | 19-12              |
| 10-5       | Prato Sesto - Lions Amaranto | 15-21              |
| 14-31      | CUS Perugia - Romagna        | 11-47              |

| 31-10-2010 | 5ª/16ª giornata          | 6-3-2011 |
| ---------- | ------------------------ | -------- |
| 12-22      | Viterbo - Colorno        | 0-54     |
| 17-38      | Pesaro - Rugby Tirreno   | 0-27     |
| 26-22      | Arezzo - CUS Roma        | 14-7     |
| 9-6        | Imola - CUS Perugia      | 5-33     |
| 7-41       | Lions Amaranto - Romagna | 10-55    |
| 26-0       | Capitolina - Prato Sesto | 39-7     |

| 5-12-2010           | 8ª/19ª giornata         | 10-4-2011 |
| ------------------- | ----------------------- | --------- |
| 25-20               | CUS Perugia - Viterbo   | 12-17     |
| 13-19 (0-20 a tav.) | Lions Amaranto - Pesaro | 5-23      |
| 26-10               | Arezzo - Imola          | 0-3       |
| 19-0                | CUS Roma - Prato Sesto  | 6-14      |
| 10-23               | Colorno - Capitolina    | 3-52      |
| 65-5                | Romagna - Rugby Tirreno | 40-10     |

| 9-1-2011 | 11ª/22ª giornata            | 8-5-2011 |
| -------- | --------------------------- | -------- |
| 22-32    | Viterbo - Imola             | 10-41    |
| 18-10    | Pesaro - CUS Roma           | 20-15    |
| 24-11    | Rugby Tirreno - Arezzo      | 23-28    |
| 22-13    | Colorno - CUS Perugia       | 13-12    |
| 31-5     | Capitolina - Lions Amaranto | 21-8     |
| 10-55    | Prato Sesto - Romagna       | 26-76    |

| 17-10-2010 | 3ª/14ª giornata                | 30-1-2011 |
| ---------- | ------------------------------ | --------- |
| 17-10      | Viterbo - Prato Sesto          | 5-14      |
| 6-13       | Pesaro - Capitolina            | 3-36      |
| 17-13      | Arezzo - CUS Perugia           | 10-16     |
| 18-20      | CUS Roma - Romagna             | 12-35     |
| 14-10      | Imola - Colorno                | 13-29     |
| 29-17      | Lions Amaranto - Rugby Tirreno | 7-21      |

| 7-11-2010 | 6ª/17ª giornata            | 27-3-2011 |
| --------- | -------------------------- | --------- |
| 56-0      | Romagna - Viterbo          | 29-12     |
| 38-17     | CUS Perugia - Pesaro       | 13-15     |
| 8-0       | Arezzo - Lions Amaranto    | 24-26     |
| 23-16     | CUS Roma - Imola           | 10-15     |
| 23-22     | Colorno - Prato Sesto      | 0-3       |
| 18-32     | Rugby Tirreno - Capitolina | 9-24      |

| 12-12-2010 | 9ª/20ª giornata           | 17-4-2011 |
| ---------- | ------------------------- | --------- |
| 5-7        | Viterbo - CUS Roma        | 12-7      |
| 18-40      | Pesaro - Romagna          | 0-71      |
| 36-5       | Capitolina - Arezzo       | 31-13     |
| 13-17      | Rugby Tirreno - Colorno   | 3-13      |
| 13-15      | Imola - Lions Amaranto    | 17-18     |
| 5-10       | Prato Sesto - CUS Perugia | 36-12     |

#### Classifica
|  |     | Squadra        | G  | V  | N | P  | PF   | PS  | P±   | B  | Pen | Pt  |
|  | --- | -------------- | -- | -- | - | -- | ---- | --- | ---- | -- | --- | --- |
|  | 1.  | Romagna        | 22 | 22 | 0 | 0  | 1040 | 238 | 802  | 21 | 4   | 105 |
|  | 2.  | Capitolina     | 22 | 20 | 0 | 2  | 607  | 229 | 378  | 14 | 0   | 94  |
|  | 3.  | Colorno        | 22 | 14 | 0 | 8  | 348  | 323 | 25   | 5  | 0   | 61  |
|  | 4.  | Prato Sesto    | 22 | 10 | 0 | 12 | 384  | 447 | −63  | 12 | 0   | 52  |
|  | 5.  | Vasari Arezzo  | 22 | 9  | 0 | 13 | 347  | 419 | −72  | 12 | 0   | 48  |
|  | 6.  | CUS Roma       | 22 | 9  | 0 | 13 | 296  | 293 | 3    | 10 | 0   | 46  |
|  | 7.  | CUS Perugia    | 22 | 9  | 0 | 13 | 322  | 420 | −98  | 10 | 0   | 46  |
|  | 8.  | Imola          | 22 | 9  | 0 | 13 | 325  | 512 | −187 | 8  | 0   | 44  |
|  | 9.  | Pesaro         | 22 | 8  | 0 | 14 | 338  | 544 | −206 | 8  | 0   | 40  |
|  | 10. | Tirreno        | 22 | 8  | 0 | 14 | 401  | 481 | −80  | 6  | 0   | 38  |
|  | 11. | Lions Amaranto | 22 | 8  | 0 | 14 | 220  | 431 | −211 | 6  | 4   | 34  |
|  | 12. | Viterbo        | 22 | 6  | 0 | 16 | 239  | 530 | −291 | 4  | 0   | 28  |

### Girone C
| 3-10-2010 | 1ª/12ª giornata                | 16-1-2011 |
| --------- | ------------------------------ | --------- |
| 25-28     | Mantova - Belluno              | 17-15     |
| 17-11     | CUS Padova - Ruggers Tarvisium | 10-5      |
| 21-12     | Casale - Bassano               | 21-7      |
| 17-24     | Montebelluna - Villadose       | 10-29     |
| 24-26     | Mirano - U.R.Bolognese         | 19-14     |
| 20-15     | Villorba - Paese               | 6-14      |

| 24-10-2010 | 4ª/15ª giornata            | 20-2-2011 |
| ---------- | -------------------------- | --------- |
| 20-16      | Paese - Mantova            | 18-7      |
| 33-5       | Villadose - Belluno        | 17-8      |
| 22-9       | Villorba - CUS Padova      | 12-13     |
| 18-19      | U.R.Bolognese - Casale     | 6-37      |
| 23-23      | Ruggers Tarvisium - Mirano | 7-19      |
| 25-6       | Bassano - Montebelluna     | 7-10      |

| 28-11-2010 | 7ª/18ª giornata             | 3-4-2011 |
| ---------- | --------------------------- | -------- |
| 14-5       | Mantova - CUS Padova        | 26-12    |
| 0-10       | Belluno - Ruggers Tarvisium | 8-26     |
| 12-11      | Mirano - Casale             | 17-26    |
| 5-18       | Montebelluna - Villorba     | 29-27    |
| 34-0       | Paese - U.R.Bolognese       | 36-3     |
| 17-5       | Villadose - Bassano         | 23-13    |

| 19-12-2010 | 10ª/21ª giornata             | 1-5-2011 |
| ---------- | ---------------------------- | -------- |
| 17-18      | Mirano - Mantova             | 18-10    |
| 19-16      | Montebelluna - Belluno       | 23-34    |
| 21-18      | CUS Padova - Villadose       | 11-23    |
| 24-29      | Casale - Paese               | 33-37    |
| 20-11      | Villorba - Ruggers Tarvisium | 16-19    |
| 48-0       | U.R.Bolognese - Bassano      | 9-13     |

| 10-10-2010 | 2ª/13ª giornata            | 23-1-2011 |
| ---------- | -------------------------- | --------- |
| 16-28      | Bassano - Mantova          | 5-24      |
| 13-18      | Belluno - CUS Padova       | 16-23     |
| 10-16      | Ruggers Tarvisium - Casale | 10-23     |
| 17-10      | Paese - Montebelluna       | 28-10     |
| 29-9       | Villadose - Mirano         | 9-6       |
| 20-34      | U.R.Bolognese - Villorba   | 18-30     |

| 31-10-2010 | 5ª/16ª giornata              | 6-3-2011 |
| ---------- | ---------------------------- | -------- |
| 10-14      | Mantova - Ruggers Tarvisium  | 19-15    |
| 3-7        | Belluno - Bassano            | 7-17     |
| 15-10      | CUS Padova - Casale          | 10-12    |
| 5-8        | Montebelluna - U.R.Bolognese | 24-31    |
| 11-11      | Mirano - Villorba            | 16-13    |
| 14-10      | Paese - Villadose            | 23-20    |

| 5-12-2010 | 8ª/19ª giornata           | 10-4-2011 |
| --------- | ------------------------- | --------- |
| 18-12     | U.R.Bolognese - Mantova   | 17-43     |
| 26-21     | Mirano - Belluno          | 13-30     |
| 35-18     | CUS Padova - Montebelluna | 27-6      |
| 17-13     | Casale - Villadose        | 26-22     |
| 10-20     | Ruggers Tarvisium - Paese | 15-30     |
| 20-5      | Villorba - Bassano        | 0-10      |

| 9-1-2011 | 11ª/22ª giornata                  | 8-5-2011 |
| -------- | --------------------------------- | -------- |
| 29-3     | Mantova - Montebelluna            | 31-29    |
| 11-16    | Belluno - Casale                  | 19-10    |
| 13-20    | Bassano - CUS Padova              | 18-14    |
| 19-3     | Ruggers Tarvisium - U.R.Bolognese | 20-22    |
| 31-15    | Paese - Mirano                    | 18-28    |
| 18-15    | Villadose - Villorba              | 5-12     |

| 17-10-2010 | 3ª/14ª giornata                  | 30-1-2011 |
| ---------- | -------------------------------- | --------- |
| 8-20       | Mantova - Villadose              | 8-13      |
| 0-6        | Belluno - Paese                  | 0-42      |
| 12-7       | CUS Padova - U.R.Bolognese       | 54-15     |
| 9-3        | Casale - Villorba                | 13-7      |
| 12-17      | Montebelluna - Ruggers Tarvisium | 14-35     |
| 18-12      | Mirano - Bassano                 | 30-14     |

| 7-11-2010 | 6ª/17ª giornata               | 27-3-2011 |
| --------- | ----------------------------- | --------- |
| 10-0      | Villorba - Mantova            | 8-22      |
| 26-19     | U.R.Bolognese - Belluno       | 8-15      |
| 25-13     | CUS Padova - Mirano           | 19-20     |
| 20-19     | Casale - Montebelluna         | 29-22     |
| 6-12      | Ruggers Tarvisium - Villadose | 17-21     |
| 10-15     | Bassano - Paese               | 15-21     |

| 12-12-2010 | 9ª/20ª giornata             | 17-4-2011 |
| ---------- | --------------------------- | --------- |
| 16-12      | Mantova - Casale            | 14-26     |
| 10-18      | Belluno - Villorba          | 17-10     |
| 43-20      | Paese - CUS Padova          | 20-22     |
| 8-3        | Bassano - Ruggers Tarvisium | 15-22     |
| 25-21      | Montebelluna - Mirano       | 13-35     |
| 44-7       | Villadose - U.R.Bolognese   | 22-32     |

#### Classifica
|  |     | Squadra      | G  | V  | N | P  | PF  | PS  | P±   | B  | Pen | Pt |
|  | --- | ------------ | -- | -- | - | -- | --- | --- | ---- | -- | --- | -- |
|  | 1.  | Paese        | 22 | 19 | 0 | 3  | 520 | 279 | 241  | 11 | 0   | 87 |
|  | 2.  | Casale       | 22 | 16 | 0 | 6  | 431 | 329 | 102  | 10 | 0   | 74 |
|  | 3.  | Villadose    | 22 | 15 | 0 | 7  | 442 | 290 | 152  | 12 | 4   | 68 |
|  | 4.  | CUS Padova   | 22 | 14 | 0 | 8  | 412 | 355 | 57   | 6  | 0   | 62 |
|  | 5.  | Mantova      | 22 | 12 | 0 | 10 | 394 | 339 | 55   | 11 | 0   | 59 |
|  | 6.  | Villorba     | 22 | 10 | 1 | 11 | 332 | 289 | 43   | 10 | 0   | 52 |
|  | 7.  | Mirano       | 22 | 11 | 2 | 9  | 395 | 394 | 1    | 8  | 4   | 52 |
|  | 8.  | Tarvisium    | 22 | 8  | 1 | 13 | 325 | 339 | −14  | 9  | 0   | 43 |
|  | 9.  | Bolognese    | 22 | 8  | 0 | 14 | 356 | 535 | −179 | 9  | 0   | 41 |
|  | 10. | Belluno      | 22 | 6  | 0 | 16 | 295 | 410 | −115 | 12 | 0   | 36 |
|  | 11. | Bassano      | 22 | 7  | 0 | 15 | 247 | 377 | −130 | 6  | 0   | 34 |
|  | 12. | Montebelluna | 22 | 4  | 0 | 18 | 329 | 543 | −214 | 8  | 0   | 24 |

### Girone D
| 3-10-2010 | 1ª/12ª giornata           | 16-1-2011 |
| --------- | ------------------------- | --------- |
| 11-13     | Primavera Rugby - Palermo | 9-43      |
| 32-0      | Frascati - Gran Sasso     | 8-12      |
| 14-13     | Rieti - Partenope         | 21-43     |
| 13-3      | Segni - Colleferro        | 14-13     |
| 7-21      | Benevento - Neroniana     | 11-12     |
| 19-51     | Trepuzzi - Avezzano Rugby | 5-68      |

| 24-10-2010 | 4ª/15ª giornata               | 20-2-2011 |
| ---------- | ----------------------------- | --------- |
| 86-0       | Avezzano Rugby - Primavera R. | 34-17     |
| 30-15      | Colleferro - Palermo          | 9-13      |
| 13-23      | Trepuzzi - Frascati           | 22-32     |
| 32-16      | Neroniana - Rieti             | 12-16     |
| 16-13      | Gran Sasso - Benevento        | 11-13     |
| 8-34       | Partenope - Segni             | 17-17     |

| 28-11-2010 | 7ª/18ª giornata            | 3-4-2011 |
| ---------- | -------------------------- | -------- |
| 15-31      | Primavera Rugby - Frascati | 19-71    |
| 22-13      | Palermo - Gran Sasso       | 11-33    |
| 13-29      | Benevento - Rieti          | 8-37     |
| 45-8       | Segni - Trepuzzi           | 41-12    |
| 34-3       | Avezzano Rugby - Neroniana | 19-13    |
| 22-10      | Colleferro - Partenope     | 12-10    |

| 19-12-2010 | 10ª/21ª giornata            | 1-5-2011 |
| ---------- | --------------------------- | -------- |
| 15-0       | Benevento - Primavera Rugby | 3-13     |
| 36-7       | Segni - Palermo             | 8-21     |
| 28-22      | Frascati - Colleferro       | 8-17     |
| 12-41      | Rieti - Avezzano Rugby      | 16-54    |
| 11-19      | Trepuzzi - Gran Sasso       | 15-8     |
| 8-20       | Neroniana - Partenope       | 8-61     |

| 10-10-2010 | 2ª/13ª giornata             | 23-1-2011 |
| ---------- | --------------------------- | --------- |
| 43-9       | Partenope - Primavera Rugby | 17-34     |
| 11-13      | Palermo - Frascati          | 8-20      |
| 21-0       | Gran Sasso - Rieti          | 25-26     |
| 28-6       | Avezzano Rugby - Segni      | 17-9      |
| 24-17      | Colleferro - Benevento      | 12-8      |
| 26-13      | Neroniana - Trepuzzi        | 16-15     |

| 31-10-2010 | 5ª/16ª giornata              | 6-3-2011 |
| ---------- | ---------------------------- | -------- |
| 6-31       | Primavera Rugby - Gran Sasso | 22-29    |
| 9-8        | Palermo - Partenope          | 5-27     |
| 18-8       | Frascati - Rieti             | 13-11    |
| 39-21      | Segni - Neroniana            | 29-0     |
| 18-7       | Benevento - Trepuzzi         | 14-17    |
| 18-7       | Avezzano Rugby - Colleferro  | 10-12    |

| 5-12-2010 | 8ª/19ª giornata             | 10-4-2011 |
| --------- | --------------------------- | --------- |
| 34-23     | Neroniana - Primavera Rugby | 10-13     |
| 14-18     | Benevento - Palermo         | 14-32     |
| 13-10     | Frascati - Segni            | 25-22     |
| 10-36     | Rieti - Colleferro          | 10-48     |
| 11-18     | Gran Sasso - Avezzano Rugby | 9-22      |
| 3-20      | Trepuzzi - Partenope        | 14-21     |

| 9-1-2011 | 11ª/22ª giornata           | 8-5-2011 |
| -------- | -------------------------- | -------- |
| 19-30    | Primavera Rugby - Segni    | 24-18    |
| 19-19    | Palermo - Rieti            | 29-31    |
| 20-11    | Partenope - Frascati       | 22-12    |
| 20-14    | Gran Sasso - Neroniana     | 37-12    |
| 36-22    | Avezzano Rugby - Benevento | 17-43    |
| 52-7     | Colleferro - Trepuzzi      | 22-47    |

| 17-10-2010 | 3ª/14ª giornata              | 30-1-2011 |
| ---------- | ---------------------------- | --------- |
| 16-28      | Primavera Rugby - Colleferro | 9-16      |
| 15-12      | Palermo - Avezzano Rugby     | 0-25      |
| 41-37      | Frascati - Neroniana         | 26-13     |
| 46-21      | Rieti - Trepuzzi             | 6-20      |
| 18-13      | Segni - Gran Sasso           | 15-9      |
| 7-27       | Benevento - Partenope        | 8-38      |

| 7-11-2010 | 6ª/17ª giornata            | 27-3-2011 |
| --------- | -------------------------- | --------- |
| 20-13     | Trepuzzi - Primavera Rugby | 15-23     |
| 29-8      | Neroniana - Palermo        | 6-23      |
| 22-3      | Frascati - Benevento       | 22-21     |
| 18-20     | Rieti - Segni              | 20-27     |
| 14-11     | Gran Sasso - Colleferro    | 11-19     |
| 12-24     | Partenope - Avezzano Rugby | 0-24      |

| 12-12-2010 | 9ª/20ª giornata           | 17-4-2011 |
| ---------- | ------------------------- | --------- |
| 15-5       | Primavera Rugby - Rieti   | 10-13     |
| 41-0       | Palermo - Trepuzzi        | 15-21     |
| 43-16      | Avezzano Rugby - Frascati | 12-14     |
| 19-13      | Partenope - Gran Sasso    | 11-16     |
| 24-0       | Segni - Benevento         | 31-24     |
| 33-14      | Colleferro - Neroniana    | 17-7      |

#### Classifica
|  |     | Squadra         | G  | V  | N | P  | PF  | PS  | P±   | B  | Pt |
|  | --- | --------------- | -- | -- | - | -- | --- | --- | ---- | -- | -- |
|  | 1.  | Avezzano        | 22 | 18 | 0 | 4  | 693 | 261 | 432  | 16 | 88 |
|  | 2.  | Frascati        | 22 | 17 | 0 | 5  | 502 | 361 | 141  | 11 | 79 |
|  | 3.  | Segni           | 22 | 15 | 1 | 6  | 506 | 320 | 186  | 13 | 75 |
|  | 4.  | Colleferro      | 22 | 15 | 0 | 7  | 465 | 309 | 156  | 11 | 71 |
|  | 5.  | Partenope       | 22 | 12 | 1 | 9  | 467 | 325 | 142  | 12 | 62 |
|  | 6.  | Gran Sasso      | 22 | 11 | 0 | 11 | 371 | 338 | 33   | 9  | 53 |
|  | 7.  | Palermo         | 22 | 11 | 1 | 10 | 378 | 388 | −10  | 7  | 53 |
|  | 8.  | Rieti           | 22 | 8  | 1 | 13 | 384 | 538 | −154 | 5  | 39 |
|  | 9.  | Neroniana Anzio | 22 | 7  | 0 | 15 | 349 | 523 | −174 | 8  | 36 |
|  | 10. | Primavera       | 22 | 6  | 0 | 16 | 320 | 605 | −285 | 6  | 30 |
|  | 11. | Benevento       | 22 | 6  | 0 | 16 | 327 | 624 | −297 | 4  | 28 |
|  | 12. | Trepuzzi        | 22 | 4  | 0 | 18 | 296 | 466 | −170 | 9  | 25 |

## Play-off promozione

### Andata
| 22 maggio 2011 | Amatori Capoterra | 9 – 3 | Avezzano |  |

| 22 maggio 2011 | Capitolina | 3 – 11 | Paese |  |

| 22 maggio 2011 | Casale | 17 – 25 | Romagna |  |

| 22 maggio 2011 | Frascati | 19 – 25 | Rugby Milano |  |

### Ritorno
| 29 maggio 2011 | Avezzano | 33 – 26 | Amatori Capoterra |  |

| 29 maggio 2011 | Paese | 5 – 7 | Capitolina |  |

| 29 maggio 2011 | Romagna | 31 – 13 | Casale |  |

| 29 maggio 2011 | Rugby Milano | 21 – 12 | Frascati |  |

## Verdetti
- Avezzano, Rugby Milano, Paese e Romagna promosse in serie A2.
- Bassano, Benevento, Lions Amaranto, Montebelluna, Ospitaletto, Trepuzzi, Varese e Viterbo retrocesse in serie C.